# Ommata elegans
Ommata elegans là một loài bọ cánh cứng trong họ Cerambycidae.